# Чоглокова, Вера Сергеевна
Ве́ра Серге́евна Чо́глокова (урождённая Тюфя́ева, в первом браке Пассе́к, во втором  — Чо́глокова; 1882, Санкт-Петербург, Российская империя — 1968, Москва, СССР) — член Ленинградского общества драматических писателей и композиторов (1926). Писала под литературным псевдонимом Весте. Дочь А. Н. Пешковой-Толиверовой и хранитель её литературного архива, мать Т. С. Пассек. Подруга писательницы М. В. Ямщиковой (Ал. Алтаев).

## Биография
Вера Сергеевна Тюфяева (у И. Ф. Масанова ошибочно — Валерия) родилась в Санкт-Петербурге в семье известной писательницы-гарибальдийки А. Н. Якоби (Пешковой-Толиверовой). С детства росла в кругу литературных знакомств своей матери. Ещё ребёнком она познакомилась с Н. С. Лесковым, который посвятил ей две свои сказки: «Лев старца Герасима» и «Маланья — голова баранья». О первой сказке он писал Пешковой-Толиверовой 26 декабря 1887 года: «Рассказ написал „вдоль“ и положил лежать и улёживаться, а в удачный час пропишу его „впоперёк“, и тогда дам переписать отцу Пэтру и извещу Веру». В том же письме он сообщал: «Посылаю Верочке сумочку для платка, а в ней кофейную старинную, чашечку». Сын писателя А. Н. Лесков в воспоминаниях об отце с симпатией отзывался о детях А. Н. Пешковой-Толиверовой. 
Вера Тюфяева росла и воспитывалась в Петербурге, среди её знакомых был журналист столичной газеты «Новое время» М. О. Меньшиков. В марте 1900 года она приехала в Ялту, где по рекомендации Меньшикова познакомилась с А. П. Чеховым, о чём последний писал Меньшикову 13 июня 1900 года — «очень добрая и милая барышня». Меньшиков в рекомендательном письме Чехову писал: «Посылаю Вам 4-ю мою книжку для Таганрогской библиотеки и рукопись Воскресенского <„Глупости Ивана Ивановича“>. Собственно, это предлог — дать возможность одной почитательнице Вашего таланта взглянуть на Вас. Предупреждаю, что это самая милая и прелестная душой барышня, каких я знаю в Петербурге, и страшно похожа на Вашу Мисюсь из „Домика с мезонином“. Мне очень бы хотелось, чтобы Вы посмотрели на неё». Вера Сергеевна состояла в непродолжительной переписке с Антоном Павловичем (известны два письма Чехова к ней и два письма Тюфяевой к Чехову), просила его дать рассказ для журнала «Новое дело», который редактировала её мать, но писатель уклонился от предложения. Оба корреспондента на память обменялись фотографиями. Антон Павлович писал Вере Сергеевне: «Карточка ваша великолепна». На своей фотографии Чехов написал инскрипт:  «Вере Сергеевне Тюфяевой на добрую память об Ялте, о дорогом обеде, о дожде, а главное — об ялтинском обывателе. А. Чехов». 
Меньшиков писал Чехову после знакомства последнего с Тюфяевой: «Вера Тюфяева в восхищении необыкновенном от знакомства с Вами подарила мне бутылку розового муската в виде гонорара за это знакомство и просто сияет, когда вспоминает о Вас. Видел её, впрочем, мельком, и она просила зайти ещё раз, чтобы поговорить о Вас. Карточка Ваша, подаренная ей, возбудила грустные чувства в Лидии Ивановне Веселитской, которая так и не дождалась обещанного».
9 июля 1900 года Тюфяева вышла замуж за Сергея Владимировича Пассека (ум. в 1933), внука Татьяны Петровны Пассек, выпускника юридического факультета Санкт-Петербургского университета, впоследствии чиновника Министерства финансов. От этого брака родилась дочь Татьяна Сергеевна Пассек (1903—1968), известный советский археолог. В 1913 году Вера Сергеевна развелась с мужем. Вторично вышла замуж за инженера-технолога Владимира Александровича Чоглокова (ум. в 1931). В. А. Чоглоков привлекался к дознанию в ГПУ, но обвинения избежал. После его смерти вдове была назначена персональная пенсия. Сама она в советских учреждениях никогда не работала.
В августе 1968 года после продолжительной болезни умерла её дочь Татьяна Пассек, через несколько месяцев скончалась и сама Вера Сергеевна. Она похоронена вместе с дочерью в Москве на втором участке Новодевичьего кладбища.

## Архив матери

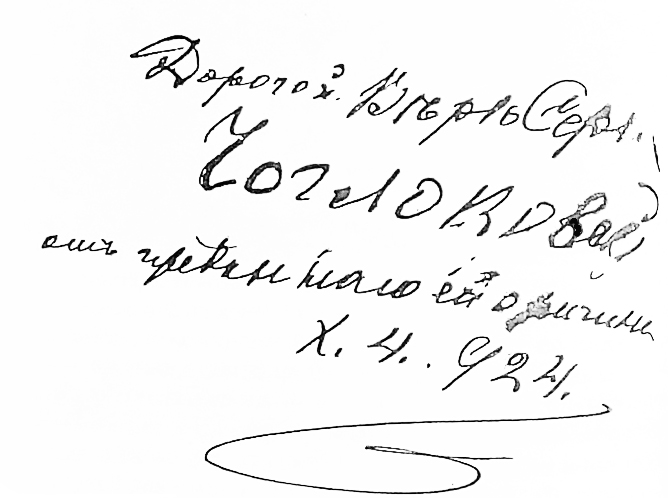
Инскрипт А. Ф. Кони на его фотографии «Дорогой Вере Сергеевне Чоглоковой от преданного ей оригинала. 1924»

Вера Чоглокова была наследницей обширного литературного архива матери. В 1920-е годы она предоставляла архив для работы А. Ф. Кони над статьёй об А. Н. Пешковой-Толиверовой. Между ними установились дружеские отношения: знаменитый юрист подарил Вере Сергеевне барельеф Джузеппе Гарибальди. Он написал ей 66 писем и открыток, в которых нередко приглашал Веру Сергеевну на свои лекции в ленинградском Доме учёных. Некоторые письма носили шутливый характер. Так, в письме от 16 апреля 1922 года от имени инока Анатолия и «лепообразной богомолицы Елены» он писал: «Памятуем навек блаженную матерь твою Александру же совокупи в именовании яко Толи-Верова, духом не иссякоти и бодрость пребывати».
В качестве хранителя семейного архива В. С. Чоглокова удостоилась похвал от писателя-толстовца И. И. Горбунова-Посадова, который в 1920-е годы также работал над материалами об А. Н. Пешковой-Толиверовой. Он писал В. С. Чоглоковой: «Счастлива Ваша мама, что в Вас она оставила дочь, которой так любовно дорога память о матери». И Горбунов-Посадов, и Кони ожидали публикации книги В. С. Чоглоковой с описанием семейного архива. Кроме А. Ф. Кони и И. И. Горбунова-Посадова, в 1925 году она предоставляла семейный архив для работы Б. Л. Модзалевскому. Впоследствии В. С. Чоглокова переехала в Москву, архив разделился, часть осталась в Ленинграде, в Пушкинском Доме, часть попала в Москву, в Центральный государственный архив литературы и искусства, ныне РГАЛИ. Одной из последних, кому Вера Сергеевна предоставляла архив А. Н. Толиверовой, была М. В. Ямщикова (псевдоним Ал. Алтаев), с которой она была дружна всю жизнь. Ямщикова опубликовала некоторые документы из архива Чоглоковой в своей мемуарной книге «Памятные встречи», выдержавшей с 1946 по 1959 год четыре издания. Воспоминаниям об А. Н. Пешковой-Толиверовой и В. С. Чоглоковой посвящена глава «Шестидесятница».
Ямщикова писала, что познакомилась с Верой в декабре 1889 года, когда ей было одиннадцать лет, то есть, по Ямщиковой, Вера Сергеевна родилась в 1878 году. У неё был старший брат Толя, бесцветный юноша, не оказывавший никакого влияния на сестру, и младшая сестра Надя, бойкая и своенравная девочка. Вера была тихим и кротким ребёнком, мемуаристка пишет, что сама была ненамного старше детей Толиверовой, и ей доставляло удовольствие играть с этими красивыми девочками. Псевдоним Толиверова был образован от имён Толя и Вера. Толя умер молодым, а дочери до конца дней оставались опорой А. Н. Пешковой-Толиверовой. О том, кто был отцом Веры, Ямщикова не рассказывает в своих мемуарах, но лишь приводит небольшой эпизод из устных воспоминаний самой Толиверовой: Александра Николаевна испытывала пылкую любовь к отцу Веры и Нади, но он их бросил, оправдываясь интересами карьеры и финансовым обременением, которое накладывала на него необходимость содержать семью. Вере в ту пору было три года, а Надя была ещё грудным младенцем. И всё же, уйдя из семьи, он почувствовал, что не может обходиться без любимой дочери, которую решил отобрать у матери во что бы то ни стало. Украв Веру, её отец решил увезти дочь тайком на извозчике, но её мать, спохватившись, пустилась в погоню, догнала беглецов, вцепилась в лошадиную упряжь и вернула Веру себе.
Незадолго перед смертью М. В. Ямщиковой, в 1958 году, В. С. Чоглокова обсуждала с ней вновь появившуюся в то время историческую повесть Н. Кальмы (псевдоним Анны Иосифовны Кальманок) «Заколдованная рубашка» о Джузеппе Гарибальди. В повести много внимания было уделено А. Н. Якоби, но дочь была недовольна освещением её образа в этой книге. Её недовольство вызвало аллегорическое имя «ангел-воитель», под которым А. Н. Якоби выступала в этом художественном произведении. Подобной аллегории она не видела ни в одном из исторических документов и считала её неуместной. Произведение было написано по канонам типичного советского героико-романтического повествования для юношества и имело целью воспеть подвиг мужественной шестидесятницы. Однако В. С. Чоглокова посчитала такое выпячивание заслуг Александры Николаевны чрезмерным, трактовку её образа как «помощницы Гарибальди» явно избыточной, а когда Н. Кальма исказила подлинный текст письма Гарибальди Александре Николаевне, В. С. Чоглокова отказала ей в праве на художественный вымысел. По её мнению, мать всю жизнь была весьма скромным тружеником и не нуждалась искусственной героизации. Несмотря на протесты Веры Сергеевны, повесть Н. Кальмы «Заколдованная рубашка» регулярно переиздавалась в Советском Союзе.